# زندانیان سرزمین شبح
زندانیان سرزمین شبح (به انگلیسی: Prisoners of the Ghostland) یک فیلم جنایی به کارگردانی سیون سونو محصول سال ۲۰۲۱، فیلمنامه آرون هندری و رضا سیکسو صفایی با بازی نیکلاس کیج، سوفیا بوتلا، نیک کاساوتیس، اد اسکرین، بیل مسلی، یوزوکا ناکایا و تاک ساکاگوچی است.
اولین بار این فیلم در جشنواره فیلم ساندنس ۲۰۲۱ در ۳۱ ژانویه ۲۰۲۱ منتشر شد. کمپانی آرال‌جی‌ای فیلمز حقوق پخش جهانی فیلم را به دست آورد.

## داستان
یک جنایتکار معروف (نیکلاس کیج)، برای نجات دختر فرماندار که در یک جهان تاریک و فوق‌العاده ناپدید شده‌است، فرستاده می‌شود. برای فرار از دنیای کابوس، قهرمان باید نفرین شیطانی را کنترل کند.

## بازیگران
- نیکلاس کیج در نقش هیرو
- سوفیا بوتلا در نقش برنیس
- نیک کاساوتیس[۴] به عنوان روانی
- اد اسکرین
- بیل مسلی در نقش فرماندار
- یوزوکا ناکایا
- تاک ساکاگوچی در نقش یاسوجیرو

## فیلمبرداری
فیلم‌برداری اصلی در ۶ نوامبر ۲۰۱۹، در ژاپن آغاز شد. همچنین فیلمبرداری در ۳۱ مارس ۲۰۲۰ در لس آنجلس، کالیفرنیا به پایان رسید.